# Chesapeake Mill

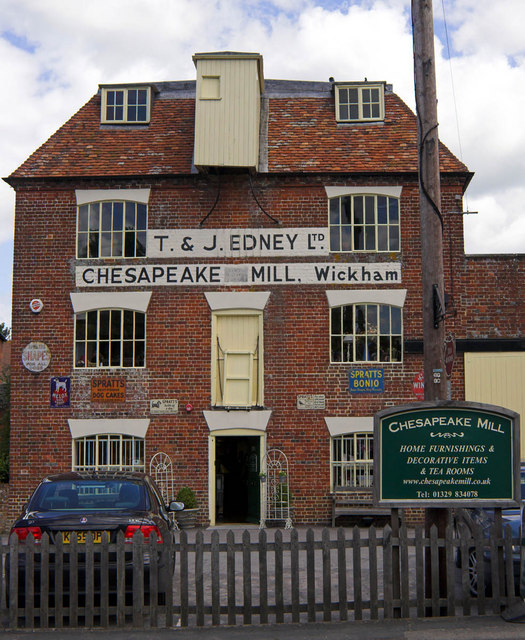
Chesapeake Mill.

Chesapeake Mill – zabytkowy młyn wodny w mieście Wickham w południowej Anglii. Szkielet młyna został zbudowany z drewna z byłej amerykańskiej fregaty USS Chesapeake, która została rozebrana w 1819 roku. Działał do 1976 roku. Obecnie w budynku znajduje się sklep z pamiątkami.